# Звезда Лакшми

Звезда Лакшми

Звезда Лакшми — октаграмма, составной правильный звездчатый многоугольник, представленный символом Шлефли a{8}, {8/2} или 2{4}, составленный из двух квадратов с общим центром, повёрнутых друг относительно друга на 45°. В индуизме является символом Ашталакшми, восьми форм богини Лакшми.

## Соотношения
По длине a стороны образующего квадрата можно определить длину стороны b внутреннего восьмиугольного пересечения двух квадратов:
{\displaystyle b=a({\sqrt {2}}-1).}
Площади объединения и пересечения двух квадратов вычисляются по формулам
{\displaystyle S_{\cup }=2(2-{\sqrt {2}})a^{2},}
{\displaystyle S_{\cap }=2({\sqrt {2}}-1)a^{2}.}
Звезду можно вписать в окружность с радиусом
{\displaystyle R={\frac {\sqrt {2}}{2}}a.}
Во внутренний восьмиугольник можно вписать окружность радиусом в половину стороны звезды. Если соединить вершины звезды, то образуется новый восьмиугольник со стороной и площадью
{\displaystyle l=a{\sqrt {1-{\frac {\sqrt {2}}{2}}}},S={\sqrt {2}}a^{2}.}